# Берегове братство

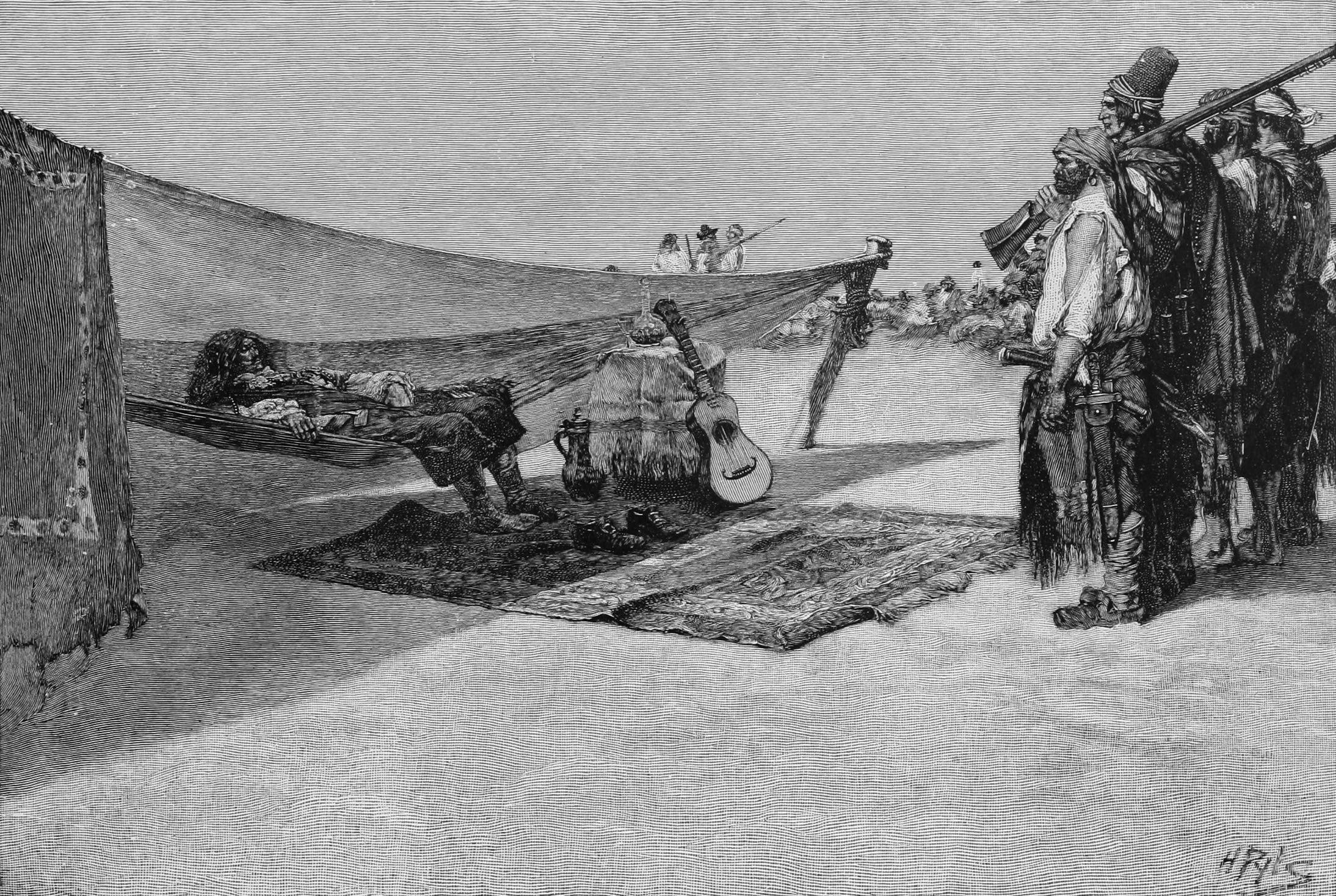
Генрі Морган вербує своїх братів для нападу на Портобело в Панамі

Берегове братство (англ. Brethren of the Coast) або Берегові брати — вільна коаліція піратів і каперів, широко відомих як буканьєри, які діяли в XVII—XVIII століттях в Карибському морі та Мексиканській затоці.

## Історія
Берегове братство було синдикатом капітанів з каперськими свідоцтвами, що регулювало відносини  всередині спільноти приватирів та їх відносини з зовнішніми учасниками (власниками суден, акціонерами окремих кампаній і т.ін.). Це були в основному приватні моряки торгового флоту протестантського походження, зазвичай англійського та французького походження.
Під час свого розквіту, коли Тридцятилітня війна зруйнувала протестантські громади Франції, Німеччини та Нідерландів, а Англія була втягнута в різноманітні конфлікти, капери цих національностей отримували каперські грамоти для нападів на католицькі французькі та іспанські кораблі та території.
Базуючись головним чином на острові Тортуга біля узбережжя Гаїті та в місті Порт-Роял на острові Ямайка, початкове братство складалось переважно з французьких гугенотів та британськими протестантів, але до їхніх лав приєдналися інші авантюристи різних національностей, включаючи іспанців, і навіть африканські моряки, а також раби -втікачі.

## Закони
Відповідно до своєї протестантської спадщини і англійського загального права, Брати керувалися піратськими кодексами поведінки, які сприяли прийняттю законодавчих рішень, ієрархічній командній владі, індивідуальним правам і справедливому розподілу доходів. Його члени розробили усні закони, які сприяли свободі їх власного суспільства:
- Не буде упередженого ставлення до національності чи релігії.
- Індивідуальної власності не буде.
- Індивідуальна свобода буде поважатися.
- Не буде жодних зобов'язань чи покарань, і ви можете залишити Братство в будь-який час.
- Жінки до братства не допускаються (йдеться про білих і вільних жінок, тобто жінок, за яких можуть виникнути суперечки між братами, оскільки чорні рабині не враховувалися).
- Постраждалі під час рейдів або інваліди отримають компенсації.

## Представники
Генрі Морган був, мабуть, найвідомішим членом Братів і тим, кому зазвичай приписують кодифікацію організації. Також одним з найвідоміших був Александр Ексквемелін, що став автором одної з перших книжок про карибських буканьєрів та інший ватажок Братства (що був наставником Моргана) – Едвард Мансфілд.

## Занепад
Зростання обсягів рабської праці призвело на Карибських островах до демографічних змін, під час яких більшість прибережного європейського населення і сімей моряків перебрались до материкових колоній майбутніх Сполучених Штатів або до своїх рідних країн. Деякі представники, що були нездатні ефективно конкурувати з рабською працею але мріяли про легке збагачення продовжували підтримувати «Берегове братство» вже як суто злочинну організацію, яка нападала на цивільне судноплавство будь-яких країн. Ця друга ера Братів розпочала епоху піратства та грабіжництва, які вплинули на Карибський басейн, поки соціально-економічні та військові зміни кінця XVIII та початку XIX століття остаточно не призвели до його зникнення. 

## В популярній культурі
Вигадана, романтизована версія Берегового братства була показана у фільмах Піратів Карибського моря .